# Topçu (Yozgat)
Topçu is een dorp in het Turkse district Yozgat en telt 308 inwoners (2000).